# Jan Bašta
Jan Bašta (5. června 1860 Poděbrady – 12. října 1936 Praha) byl český železniční inženýr, dlouholetý drážní zaměstnanec, vedoucí provozního ředitelství Císařsko-královské státní dráhy (kkStB) v Plzni, který se po vzniku nezávislého Československa stal 30. října 1918 de iure prvním ředitelem Československých státních drah.

## Život

### Studium a kkStB
Navštěvoval reálky v Jičíně a v Kutné Hoře, v letech 1878–1884 absolvoval Polytechnickém ústavu v Praze. Koncem 80. let 19. století nastoupil na vrchní provozní ředitelství státní společnosti kkStB v Plzni zřízené roku 1884. Úřad byl jedním z nově zřízených regionálních ředitelství v Rakousku-Uhersku a zejména z hlediska plzeňského železničního uzlu spojujícího především Vídeň, České Budějovice a Cheb, odkud mohly vlaky pokračovat do Saska, a také Prahu s Bavorskem, patřil k nejdůležitějším v říši. Ve funkci se Bašta podílel na stavebních opravách a údržbách tratí poškozených následky počasí po celém kraji. Posléze byl jmenován ředitelem úřadu.

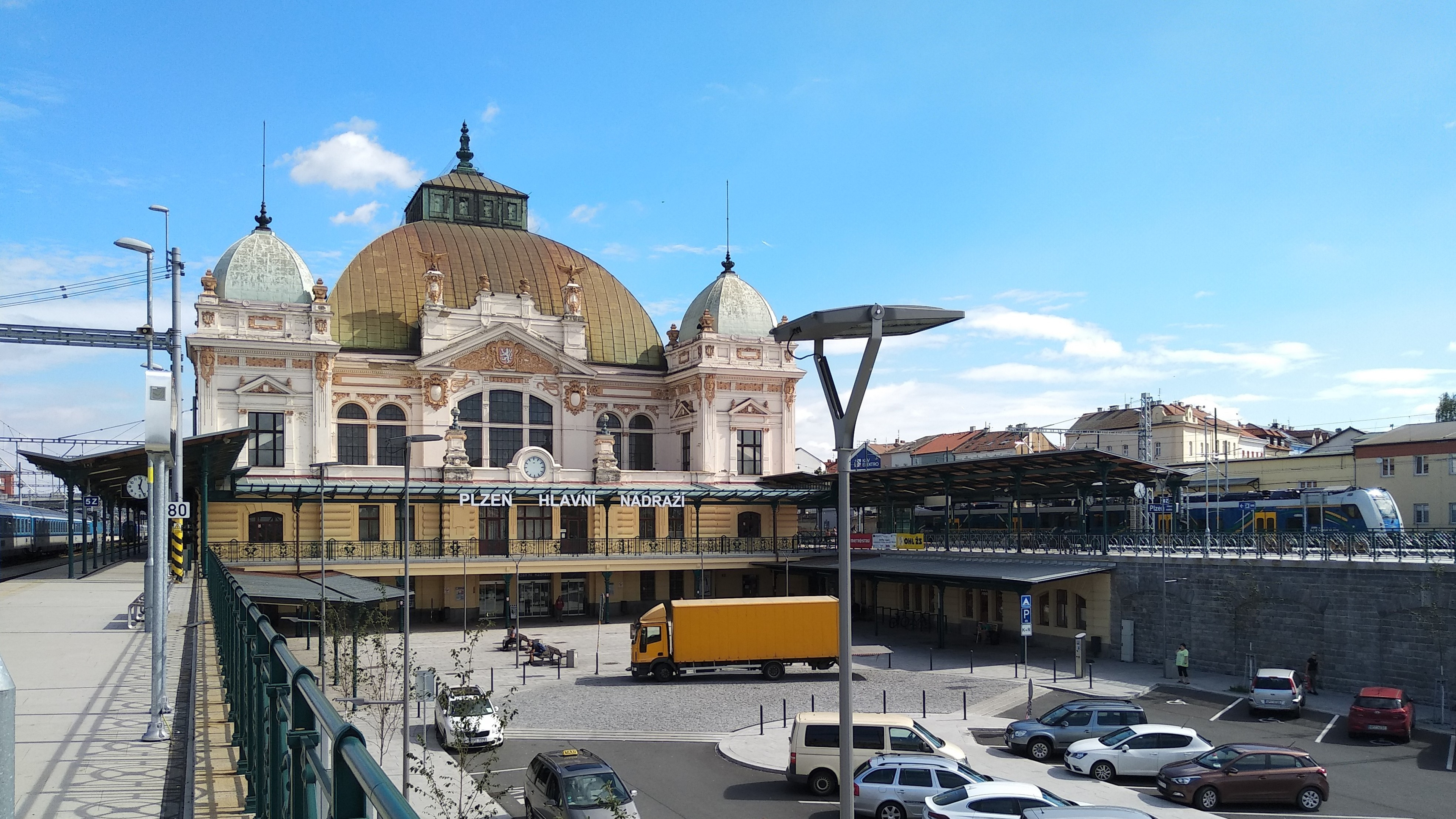
Budova plzeňského hlavního nádraží dokončená roku 1903

V 90. letech bylo po znárodnění většiny větších železničních společností v říši rozhodnuto o přestavbě železničního uzlu a výstavbě nové jednotné budovy plzeňského hlavního nádraží. Na pozemku stanice původně stály dvě samostatné výpravní budovy: první z roku 1862 obsluhující vlaky společností Česká západní dráha (BWB) a Dráhy císaře Františka Josefa (KFJB), a novější v severní části, v majetku Plzeňsko-březenské dráhy. Jan Bašta vypracoval v dobovém secesním duchu roku 1893 první stavební návrh, ten byl v původní podobě zamítnut a později přijat ve finální úpravě architekta kkStB Gustava Kulhavého. Primárně ovšem vycházel z Baštovy předlohy. Jan Bašta byl pak pověřen řízením stavby, která byla slavnostně otevřena 17. července 1903.
Roku 1902 promoval jako první doktor techniky transformované pražské polytechniky, Českého vysokého učení technického (ČVUT).

### Samostatné Československo
V rámci dynamického vzniku nezávislého Československa byly prohlášením Národního výboru 28. října 1918 zřízeny Československé státní dráhy, tedy organizace, která má převzít a řídit provoz na existující železniční síti státních drah na území nového státu. Jan Bašta byl v rámci vyhlášení výkonné moci nad železnicemi ve státě 30. října jmenován do funkce ředitele ČSD a stal se tak prvním vedoucím úředníkem této instituce. Na schůzi Národního výboru 14. listopadu bylo rozhodnuto o vzniku Ministerstva železnic ČSR, jehož prvním ministrem se stal Isidor Zahradník. Jan Bašta zde od února 1919 zastával funkci přednosty dopravního odboru ministerstva.
Bašta byl nucen ve své funkci především řešit neobyčejně složitou transformaci celého železničního aparátu, a to jak z personálního či majetkového hlediska, tak z hlediska orientace železniční sítě. Primární traťové napojení bývalých zemí Koruny české bylo totiž orientováno primárně na Vídeň. Bylo tedy zapotřebí změnit tuto orientaci směrem k pražskému železničnímu uzlu, stejně jako naplánovat nové tratě, které z hlediska páteřních i lokálních tratí zajistí co nejlépe fungující železniční síť. Prvními fázemi řešení této situace se Jan Bašta zabýval až do odchodu do penze v roce 1923.
Byl také členem a prezidentem Československé akademie a vědecké rady Masarykovy Akademie práce. V roce 1932 mu byl na Masarykově univerzitě v Brně udělen čestný doktorát přírodních věd.

### Úmrtí
Zemřel 12. října 1936 v Praze. Jeho syn Dr. techn. Jan Bašta mladší (1899–1996) se později stal odborníkem v oboru elektrotechniky.

## Spisy
Jan Bašta byl též autorem řady odborných publikací z kategorie železnice, techniky a fyziky, ale zabýval se také filosofií.
- Mechanika dopravy vlakové a theorie výkonů železničních I–III, 1914, 1918 a 1923
- O zjevech tření valivého, jejich fyzikální podstatě a příslušných odporech pohybových, 1922
- Pražská otázka nádražní s obecným úvodem do zařízení a provozu nádraží velkoměstských, 1923
- Mechanika homogenního rohu, 1925
- Nové názory na stabilnost, opotřebivost a lámavost kolejnic i kol v provozu železničním, 1929
- Vědecká organisace práce, 1931
- Theorie látkové únavy hmoty neživé, 1936
- O jedinosti síly a hmoty v jednotném fysikálním názoru světovém, 1933
- Paměti českého železničáře 1860–1920
- O silách molekulárných a všeobecné gravitaci